# Tazio Nuvolari
Tazio Giorgio Nuvolari (Castel d'Ario, 16 de novembre de 1892 - Màntua, 11 d'agost de 1953) va ser un pilot de curses italià d'automobilisme i de motociclisme. Va ser Campió Europeu de Pilots, Campió Europeu de 350 cc el 1925, guanyador de la Mille Miglia el 1930 i 1933 i de les 24 Hores de Le Mans el 1933.
El 1920 va començar la seva carrera esportiva en motociclisme. L'any 1923 va disputar el III Gran Premi Penya Rhin de voiturettes al Circuit de Vilafranca de Penedès, on va córrer en un automòbil vermell de la marca italiana Chiribiri i assolí la cinquena posició.
No va aconseguir disputar el Campionat Mundial de Fórmula 1 ja que es va retirar el 1950, el mateix any en què s'inicià la competició. Sí ho va fer en el Campionat Europeu a la dècada del 1930. Era anomenat «Il Campionissimo», «Il Mantovano volante» i «Nivola».

## Principals victòries

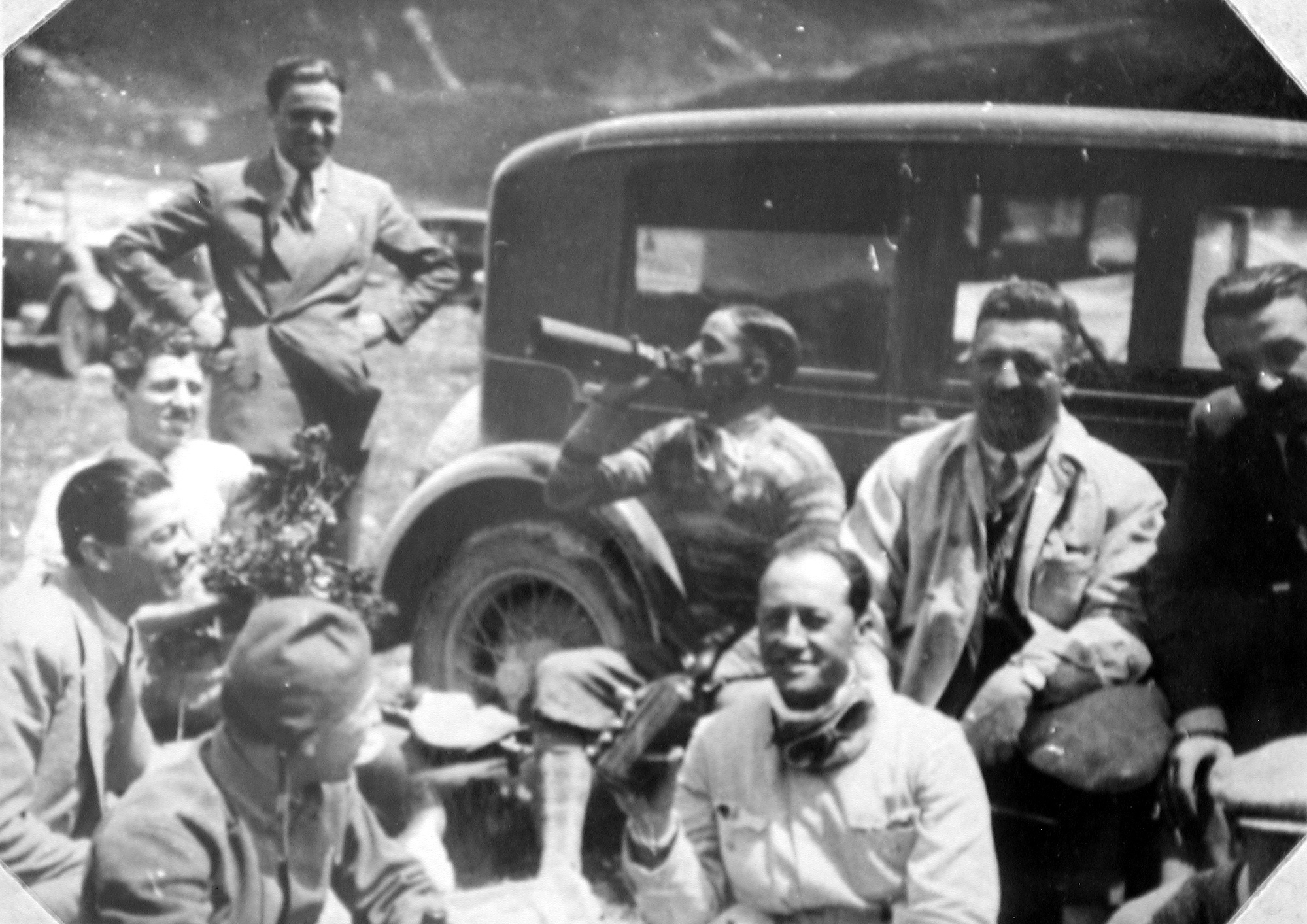
Tazio Nuvolari celebrant al costat de Luigi Arcangeli, Enzo Ferrari i Prospero Gianferrari

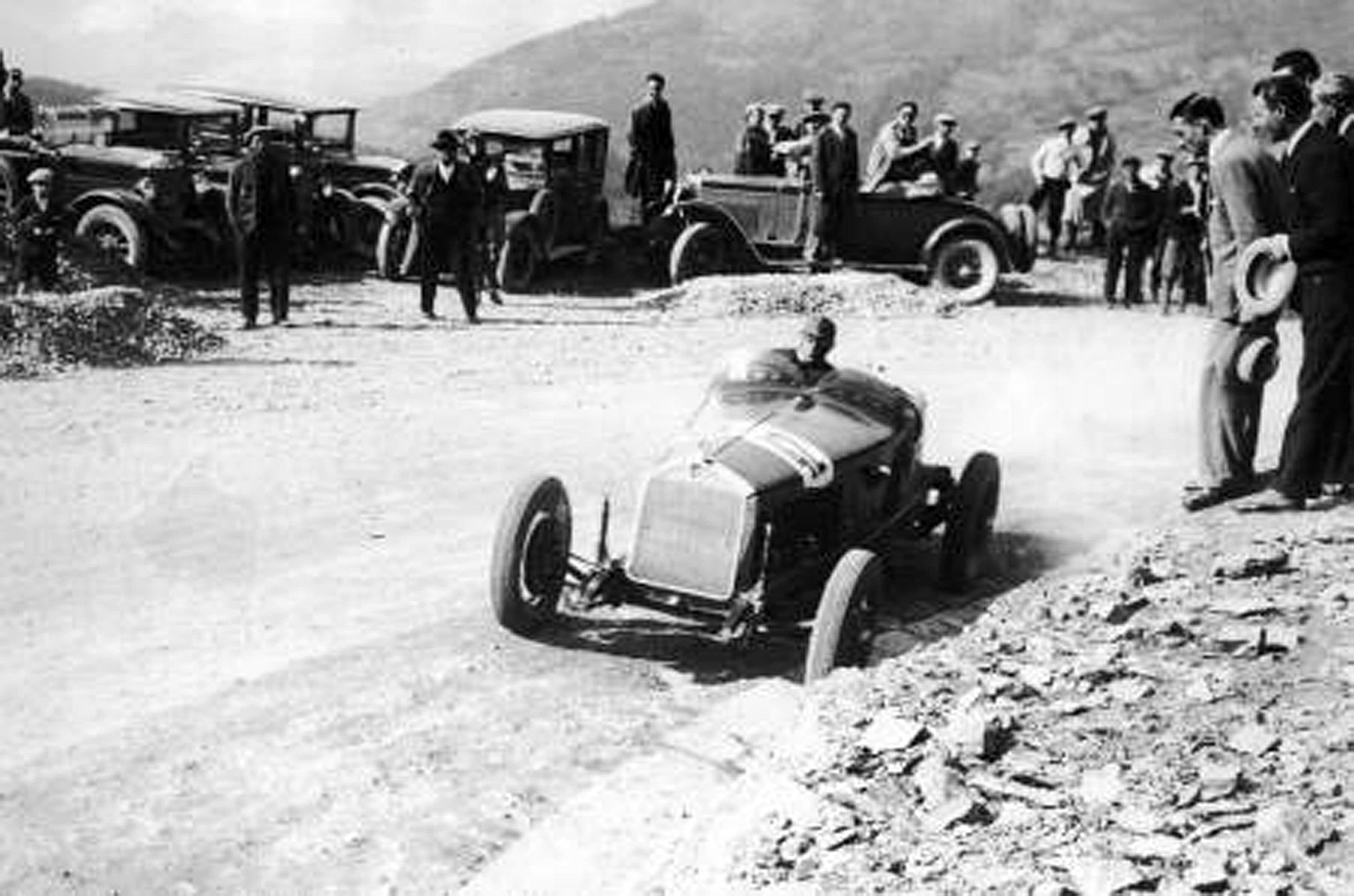
Coppa Consuma 1930, Tazio Nuvolari a bord d'un Alfa Romeo 6C1750GS

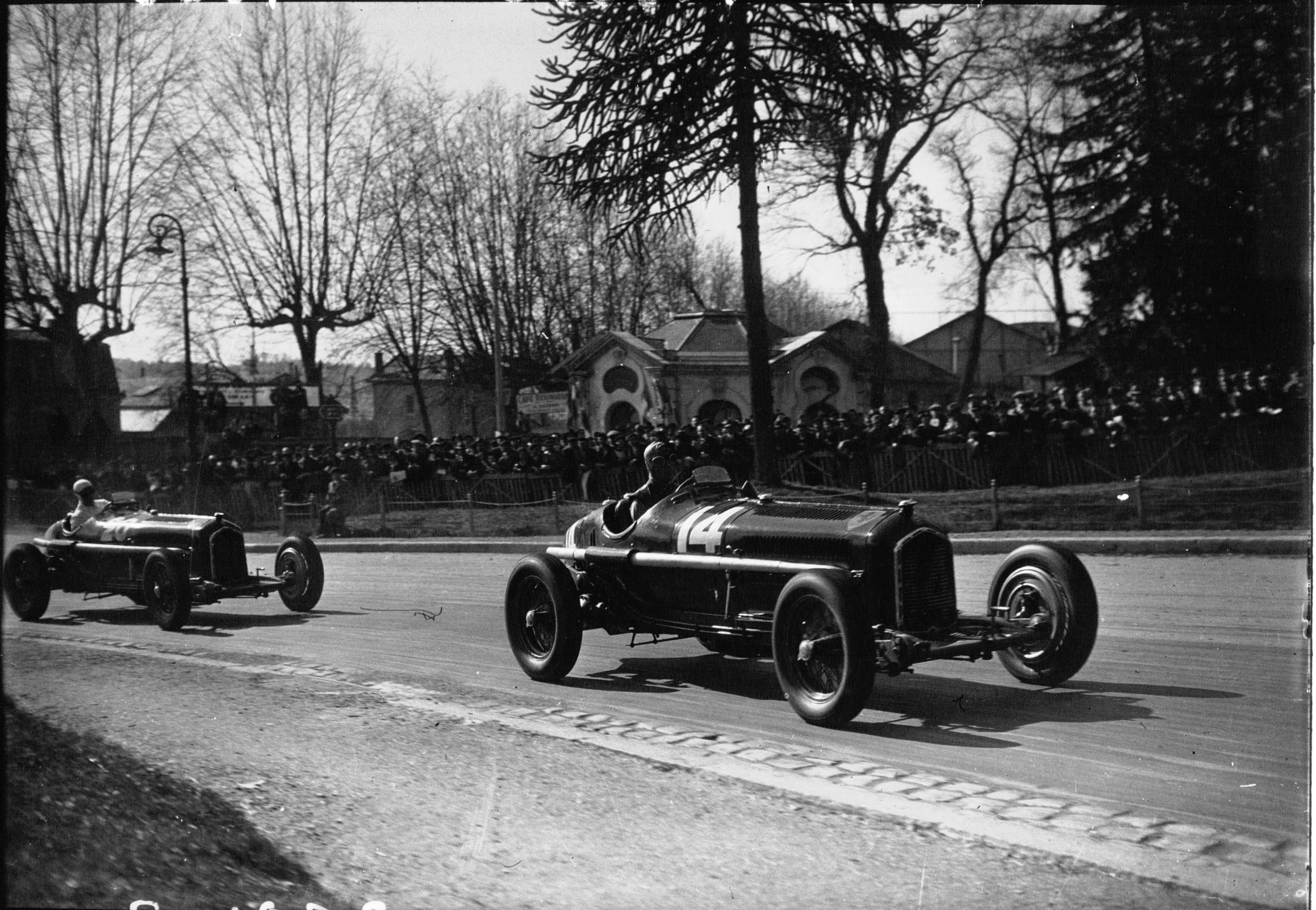
Nuvolari amb un Alfa Romeo P3 al Gran Premi de Pau de 1935

El triomf més impressionant del pilot italià es va produir al Gran Premi d'Alemanya de 1935 al Circuit de Nürburgring, quan Nuvolari, al volant d'un vell Alfa Romeo P3 (3167 cm³, compressor, 265 CV), va derrotar cinc Mercedes-Benz W25 (3990 cm³, 8C, compressor, 375 CV) pilotats per Rudolf Caracciola, Luigi Fagioli, Hermann Lang, Manfred von Brauchitsch i Geyer, i a quatre Auto Union Tipus B (4950 cm³, 16C, compressor, 375 CV) pilotats per Bernd Rosemeyer, Achille Varzi, Hans Stuck i Paul Pietsch. Aquesta és considerada una de les victòries més èpiques de la història de l'automobilisme. És la famosa «Victòria impossible».
| Any  | Competició               | Constructor |
| ---- | ------------------------ | ----------- |
| 1924 | Circuit de Savio         | Chiribiri   |
| 1924 | Circuit de Polesine      | Chiribiri   |
| 1924 | Circuit de Tigullio      | Bianchi     |
| 1927 | Gran Premi de Roma       | Bugatti     |
| 1927 | Circuit de Garda         | Bugatti     |
| 1928 | Gran Premi de Trípoli    | Bugatti     |
| 1928 | Circuit de Pozzo         | Bugatti     |
| 1928 | Circuit d'Alessandria    | Bugatti     |
| 1931 | Targa Florio             | Alfa Romeo  |
| 1931 | Coppa Ciano              | Alfa Romeo  |
| 1932 | Gran Premi de Mònaco     | Alfa Romeo  |
| 1932 | Targa Florio             | Alfa Romeo  |
| 1932 | Gran Premi d'Itàlia      | Alfa Romeo  |
| 1932 | Gran Premi de França     | Alfa Romeo  |
| 1932 | Coppa Ciano              | Alfa Romeo  |
| 1932 | Coppa Acerbo             | Alfa Romeo  |
| 1933 | Gran Premi de Tunísia    | Alfa Romeo  |
| 1933 | Alessandria              | Alfa Romeo  |
| 1933 | Circuit de Nürburgring   | Alfa Romeo  |
| 1933 | Gran Premi de Nimes      | Alfa Romeo  |
| 1933 | Gran Premi de Bèlgica    | Maserati    |
| 1933 | Coppa Ciano              | Maserati    |
| 1933 | Gran Premi de Niça       | Maserati    |
| 1934 | Gran Premi de Mòdena     | Maserati    |
| 1934 | Gran Premi de Nàpols     | Maserati    |
| 1935 | Gran Premi de Pau        | Alfa Romeo  |
| 1935 | Circuit de Bergamo       | Alfa Romeo  |
| 1935 | Circuit de Biella        | Alfa Romeo  |
| 1935 | Circuit de Torí          | Alfa Romeo  |
| 1935 | Gran Premi d'Alemanya    | Alfa Romeo  |
| 1935 | Coppa Ciano              | Alfa Romeo  |
| 1935 | Gran Premi de Niça       | Alfa Romeo  |
| 1935 | Gran Premi de Mòdena     | Alfa Romeo  |
| 1936 | Gran Premi de Penya Rhin | Alfa Romeo  |
| 1936 | Gran Premi d'Hongria     | Alfa Romeo  |
| 1936 | Gran Premi de Milà       | Alfa Romeo  |
| 1936 | Coppa Ciano              | Alfa Romeo  |
| 1936 | Gran Premi de Mòdena     | Alfa Romeo  |
| 1936 | Copa Vanderbilt          | Alfa Romeo  |
| 1937 | Gran Premi de Milà       | Alfa Romeo  |
| 1938 | Gran Premi d'Itàlia      | Auto Union  |
| 1938 | Gran Premi de Donington  | Auto Union  |
| 1939 | Gran Premi de Belgrad    | Auto Union  |
| 1946 | Gran Premi d'Albi        | Maserati    |

## Resultats
| Any  | Equip      | Copilot        | Automòbil            | Classe | Voltes | Posició | Posició Classe |
| ---- | ---------- | -------------- | -------------------- | ------ | ------ | ------- | -------------- |
| 1933 | Alfa Romeo | Raymond Sommer | Alfa Romeo 8C 2300MM | 3.0    | 233    | 1r      | 1r             |
| Font |            |                |                      |        |        |         |                |